# Bildtafel der Dienstgrade und Rangabzeichen der Waffen-SS
Die Übersicht enthält die Dienstgrade und Rangabzeichen der Waffen-SS, die ab April 1942 verwendet wurden, im Vergleich zur Wehrmacht.
Die Farbe des Kragenspiegels war bei der Waffen-SS Schwarz. Die abgebildeten Paspelierungen geben beispielhaft unterschiedliche Waffenfarben wieder.
| Rangabzeichen in der Waffen-SS                       | Rangabzeichen in der Waffen-SS                | Rangabzeichen in der Waffen-SS                          | Rangabzeichen in der Waffen-SS                  | Rangabzeichen in der Waffen-SS                                                                                  | Äquivalente der Wehrmacht im Heer und in der Luftwaffe (Schultern siehe Unterfeldwebel und Fahnenjunker-Unterfeldwebel) | Äquivalente der Wehrmacht im Heer und in der Luftwaffe (Schultern siehe Unterfeldwebel und Fahnenjunker-Unterfeldwebel) |
| Kragenspiegel                                        | Schulterstück                                 | Rangbezeichnung                                         | Sonder- bekleidung                              | Sonder- bekleidung                                                                                              | Rangbezeichnung | Schulterstück |
| Generalsränge                                        | Generalsränge                                 | Generalsränge                                           | Generalsränge                                   | Generalsränge                                                                                                   | Generalsränge | Generalsränge |
| ---------------------------------------------------- | --------------------------------------------- | ------------------------------------------------------- | ----------------------------------------------- | --- | --- | --- |
|                                                      |                                               | Reichsführer-SS                                         |                                                 | | Generalfeldmarschall | |
|                                                      |                                               | SS-Oberst-Gruppenführer und Generaloberst der Waffen-SS |                                                 | | Generaloberst | |
|                                                      |                                               | SS-Obergruppenführer und General der Waffen-SS          |                                                 | | General der Waffengattung                                                                                               | |
|                                                      |                                               | SS-Gruppenführer und Generalleutnant der Waffen-SS      |                                                 | | Generalleutnant | |
|                                                      |                                               | SS-Brigadeführer und Generalmajor der Waffen-SS         |                                                 | | Generalmajor | |
| Offiziersränge                                       |                                               |                                                         |                                                 | | | |
|                                                      |                                               | SS-Oberführer                                           |                                                 | | kein Äquivalent (siehe auch Kommodore in der Kriegsmarine der Wehrmacht)                                                | kein Äquivalent (siehe auch Kommodore in der Kriegsmarine der Wehrmacht)                                                |
|                                                      | SS-Standartenführer                           |                                                         |                                                 | Oberst | | |
|                                                      |                                               | SS-Obersturmbannführer                                  |                                                 | | Oberstleutnant | |
|                                                      |                                               | SS-Sturmbannführer                                      |                                                 | | Major | |
|                                                      |                                               | SS-Hauptsturmführer                                     |                                                 | | Hauptmann | |
|                                                      |                                               | SS-Obersturmführer                                      |                                                 | | Oberleutnant | |
|                                                      |                                               | SS-Untersturmführer                                     |                                                 | | Leutnant | |
| Unterführer                                          |                                               |                                                         |                                                 | | | |
|                                                      |                                               | SS-Sturmscharführer                                     |                                                 | | Stabsfeldwebel | |
| Fahnenjunker-Stabsfeldwebel (Offiziersanwärter – OA) |                                               | SS-Sturmscharführer                                     |                                                 | | | |
|                                                      |                                               | SS-Stabsscharführer (Dienststellung als „Spieß“)        |                                                 | | Hauptfeldwebel (Dienststellung als Kompaniefeldwebel / „Spieß“, 1938 neu geschaffen)                                    | |
|                                                      | SS-Hauptscharführer                           | Oberfeldwebel                                           |                                                 | | | |
|                                                      | SS-Standartenoberjunker (Führeranwärter – FA) | Fahnenjunker-Oberfeldwebel (OA)                         |                                                 | | | |
|                                                      |                                               | SS-Oberscharführer                                      |                                                 | | Feldwebel | |
|                                                      | SS-Standartenjunker (FA)                      | Fahnenjunker-Feldwebel (OA)                             |                                                 | | | |
|                                                      |                                               | SS-Scharführer                                          |                                                 | | Unterfeldwebel | |
|                                                      | SS-Oberjunker (FA)                            | Fahnenjunker-Unterfeldwebel (OA)                        |                                                 | | | |
|                                                      |                                               | SS-Unterscharführer                                     |                                                 | | Unteroffizier | |
|                                                      | SS-Junker (FA)                                | Fahnenjunker-Unteroffizier (OA)                         |                                                 | | | |
| Mannschaften                                         |                                               |                                                         |                                                 | | | |
| kein Äquivalent                                      | kein Äquivalent                               | kein Äquivalent                                         | kein Äquivalent                                 | Stabsgefreiter                                                                                                  | Stabsgefreiter | |
|                                                      |                                               | SS-Rottenführer                                         | SS-Rottenführer                                 | Obergefreiter mehr als 6 Jahre                                                                                  | Obergefreiter mehr als 6 Jahre                                                                                          | |
| Obergefreiter weniger als 6 Jahre                    |                                               | SS-Rottenführer                                         | SS-Rottenführer                                 | | | |
|                                                      |                                               | SS-Sturmmann                                            | SS-Sturmmann                                    | Gefreiter | Gefreiter | |
|                                                      |                                               | SS-Oberschütze                                          | SS-Oberschütze                                  | Obersoldat, z. B. Oberschütze, Obergrenadier, Oberkanonier, e.t.c.                                              | Obersoldat, z. B. Oberschütze, Obergrenadier, Oberkanonier, e.t.c.                                                      | |
|                                                      | SS-Schütze                                    | SS-Schütze                                              | Soldat, z. B. Schütze, Grenadier, Kanonier etc. | Soldat, z. B. Schütze, Grenadier, Kanonier etc.                                                                 | | |
| SS-Bewerber                                          | SS-Bewerber                                   | SS-Bewerber                                             | SS-Bewerber                                     | Wehrpflichtiger oder Freiwilligenbewerber für eine Laufbahn als Soldat auf Zeit oder Berufssoldat der Wehrmacht | Wehrpflichtiger oder Freiwilligenbewerber für eine Laufbahn als Soldat auf Zeit oder Berufssoldat der Wehrmacht         | Wehrpflichtiger oder Freiwilligenbewerber für eine Laufbahn als Soldat auf Zeit oder Berufssoldat der Wehrmacht         |